# Miocastòrids
Els miocastòrids (Myocastoridae) són una família de rosegadors del grup dels caviomorfs amb un sol representant vivent, el coipú, originari de Sud-amèrica. El registre fòssil indica que els primers animals d'aquest clade aparegueren en aquest mateix continent durant el Miocè superior. En cas de ser així, els miocastòrids serien el grup de caviomorfs vivent més antic, però estudis basats en el rellotge molecular en suggereixen un origen més recent. Hi ha científics que classifiquen els miocastòrids com a subfamília dels capròmids o els equímids.